# Black Creek, Wisconsin
Black Creek là một làng thuộc quận Outagamie, tiểu bang Wisconsin, Hoa Kỳ. Năm 2006, dân số của làng này là 1192 người.